# Monocentrus fuscoflavus
Monocentrus fuscoflavus är en insektsart som beskrevs av Boulard 1971. Monocentrus fuscoflavus ingår i släktet Monocentrus och familjen hornstritar. Inga underarter finns listade i Catalogue of Life.